# Felipe Hernández Martínez
Felipe Hernández Martínez (Villena, Alt Vinalopó, 14 de març de 1913 - Sarrià, Barcelona, 27 de juliol de 1936) fou un sacerdot salesià valencià, estudiant de Teologia beatificat per Joan Pau II l'11 de març de 2001.

## Trajectòria
Va néixer a Villena el 1913, en el si d'una família senzilla de pagesos. Mentres estudiava al Col·legi Salesià va trobar la necessitat de consagrar-se com a religiosos salesià i això li va fer ingressar al Seminari del Campello. El 1929 va noviciar-se a Girona i en acabar els estudis de Filosofia va començar la seva tasca de sacerdot saleisià a Ciutadella (Menorca), on era percebut com una persona que transmetia afecció i ganes de transmetre la importància d'ajudar a la santa missa als nens. Sis anys després va començar els seus estudis de Teologia a Carabanchel Alto i l'estiu de l'any següent va anar de vacances a Sarrià,lloc on anava a una pensió on es dedicava amb altres saleisans a l'oració i on el varen detindre degut a la persecució religiosa al primer any del començament de la Guerra Civil, confesant el Comitè que la seva tasca era educar la joventut obrera per una quantitat de dues pessetes diàries, la qual feia que el proporcionés alimentació, eduació i formació per guanyarse la vida de manera honrosa. Respecte com afrontava. Va morir la nit del 27 de juliol de 1936, amb els saleisans D. Jaime Ortiz i D. Zacarías Abadia, i un sacerdot del Cor de Maria, el P. Casals on foren executats.

## Procés de canonització
Va ser beatificat per Joan Pau II l'11 de març de 2001.